# Harrie Kuyten
Henricus Johannes (Harrie) Kuyten (Utrecht, 19 december 1883 – Schoorl, 29 januari 1952) was een Nederlandse graficus, kunstschilder, tekenaar, lithograaf en houtsnijder. Kuijten was een leerling van de Akademie voor Beeldende Kunsten in Antwerpen en ontving gedurende drie jaar de Koninklijke Subsidie.
Na jaren van reizen in verschillende landen ging Harrie Kuyten in 1914 in Amsterdam werken. Zijn indrukken uit de voorafgaande jaren uitten zich in een stijl waarin zich impressionisme en invloeden van het kleurige Franse fauvisme vermengden. Onderwerpen waren in deze periode behalve naakten, onder andere zijn stadsgezichten. In 1921 verliet Kuyten de hoofdstad, om na een verblijf in Oostenrijk, Hongarije en Parijs uiteindelijk in Schoorl terecht te komen.
Zijn onderwerpen omvatten: bomen, dieren, figuurvoorstellingen, havengezichten, interieurs, koeien, landschappen, naaktfiguren, stadsgezichten, stillevens, strand- en zeegezichten en zelfportretten. Hij behoorde bij de groepering van de Bergense School.
Hij was lid van Arti et Amicitiae (Amsterdam) de Onafhankelijken (Amsterdam), De Hollandse Kunstenaarskring (Amsterdam) en het KunstenaarsCentrumBergen (KCB).
Zijn werk is te vinden in particuliere, bedrijfs- en overheidscollecties, alsmede in de collectie van het Museum Kranenburgh te Bergen NH en de Rijkscollectie.